# Nils Backlund
Nils Robert Backlund (Stockholm, 25 oktober 1896 – aldaar, 3 december 1964) was een Zweeds waterpolospeler.
Nils Backlund nam als waterpoloër tweemaal deel aan de Olympische Spelen; in 1920 en 1924. In 1920 wist hij met het Zweedse team brons te veroveren. In 1924 maakte hij deel uit van het Zweedse team dat als vierde eindigde.
Backlund speelde voor de club SK Neptun.
Erik Andersson · 
Robert Andersson · 
Vilhelm Andersson · 
Nils Backlund · 
Erik Bergqvist · 
Max Gumpel · 
Pontus Hanson · 
Harald Julin · 
Torsten Kumfeldt · 
Theodor Nauman
Cletus Andersson · 
Erik Andersson · 
Vilhelm Andersson · 
Nils Backlund · 
Theodor Nauman · 
Martin Norberg · 
Gösta Persson · 
Hilmar Wictorin · 
S. Friberg (R) ·
E. Skoglund (R) ·
N. Skoglund (R)